# Rotz & Wasser
Rotz & Wasser ist eine Oi!-Punk-Band aus Hamburg, die im Oktober 2006 gegründet wurde. Die Musik ist eine Mischung aus Oi!, Streetpunk und Ska mit deutschsprachigen Texten.

## Geschichte
Die Band veröffentlicht ihre Tonträger bei Bandworm Records aus Magdeburg. In ihren Liedern behandelt Rotz & Wasser neben den klassischen Themen im Oi!- wie Alkoholkonsum, Sex und Fußball auch gesellschaftskritische Themen. Mit Liedern wie Wir bleiben Oi!, Hirnlose Idioten oder Froh & Munter distanziert sich die Band von Extremismus . Sie spielten auf Oi!-Szene -Festivals wie dem O.F.T. Festival, Ehrlich & Laut, Oi for you, Back on the Street, Spirit From The Streets, Substanz Festival und dem Bandworm Festival. Die Band lieferte Beiträge zu Samplern wie Volkspark Calling, Von der Szene für die Szene und Oi! The Print Sampler 2009. Zu den Liedern Geh Voran, Freunde, Traumjob, Gute alte Zeit und Laola 2012 drehte die Band Musikvideos.

## Diskografie
- Oi, Unparteiisch, Unpolitisch, Unzensiert (2007, Bandworm Records)
- Moin, Moin (2009, Bandworm Records)
- 24/7 Rock’n’Roll (2011, Bandworm Records)
- Nur Für Mich (2013, Bandworm Rec.)
- Assi & Charmant (2014, Bandworm Rec.)
- Kackband... ABER BUNT! (2022, Bandworm Rec.)

## Samplerbeiträge
- 2013: In Steelcap Love Affair
- 2009: In Von der Szene für die Szene Volume 4
- 2008: In Volkspark Calling Volume 1
- 2008: In Von der Szene für die Szene Volume 2